# Případ Hedvigy Malinové
Hedviga Malinová je slovenská občanka maďarské národnosti, která tvrdila, že na ni byl 25. srpna 2006 v Nitře spáchán útok kvůli tomu, že hovořila do svého mobilního telefonu maďarsky. Její případ vyvolal mediální pozornost, byl příčinou vyhlašování války domnělým extremistům od slovenského ministra vnitra Roberta Kaliňáka a byl taktéž záminkou pro kritiku Ficovy vlády, v níž je zastoupena i SNS, ze zahraničí a ze strany politiků z SMK.
Policie případ uzavřela 12. září s odůvodněním, že si Hedviga Malinová útok na svou osobu vymyslela, protože měla před státnicemi z maďarštiny, kde již jednou neuspěla. Mobilní operátor nepotvrdil v době útoku žádný hovor z jejího telefonu. Dále, věci, které Hedvika prohlásila za ztracené, se také po čase vrátily poštou. Na obálce byla napsaná adresa dívčiným rukopisem a na známce objevila policie stopy její DNA. Sama Malinová výsledky vyšetřování odmítla a trvá na své verzi.
Koncem roku 2013 se Hedviga Malinová rozhodla přijmout maďarské občanství a přestěhovat se s rodinou do Győru. Podle svých slov se tím chce vyhnout šikaně policie a zastrašování.
V roce 2014 byla Hedviga Malinová slovenskou prokuraturou obviněna z lživé soudní výpovědi.